# Alnitak

Porovnání velikosti ζ Ori Aa se Sluncem

Zeta Orionis (tradičně známá jako Alnitak) je jedna ze tří dominantních hvězd v Orionově pásu. Při pohledu ze Země jde o první hvězdu zleva (na jižní polokouli zprava).
Ve skutečnosti jde o trojhvězdu: z nich nejzřetelnější hvězdou je modrý veleobr Alnitak Aa s absolutní hvězdnou velikostí -5,25 a zdánlivou +2,04. Jeho průvodce Alnitak Ab je modrý nadobr (absolutní hvězdná velikost -5,25 a zdánlivá 2,0) a třetí hvězdou je Alnitak B, modrá hvězda hlavní posloupnosti spektrální klasifikace OV (absolutní hvězdná velikost -3,0 a zdánlivá 4,0), objevený v roce 1998.
Jde o jednu z nejteplejších ze Země dobře viditelných hvězd: spolu s vedlejší hvězdou v Orionově pásu, Delta Orionis (Mintaka), patří k modrým nadobrům s povrchovou teplotou přes 30 000 K.